# Gammelhustjärnen
Gammelhustjärnen är en sjö i Falu kommun i Dalarna och ingår i Dalälvens huvudavrinningsområde. Sjöns area är 0,024 kvadratkilometer och den är belägen 344 meter över havet.